# Policijas Futbola Klubs - Daugava Rīga
Il Policijas Futbola Klubs - Daugava Rīga, o più semplicemente PFK-Daugava, è stata una società calcistica lettone di Riga.

## Storia
Il club nacque nel 1996 come Policijas Futbola Klubs, o semplicemente Policijas o PFK Rīga.
Nel 1998 vince la 1. Līga, ottenendo la promozione in Virslīga. Dopo due salvezze stentate nelle prime due stagioni, arriva la fusione con il LU-Daugava Rīga (squadra nota in passato come Torpedo), dando vita al Policijas Futbola Klubs - Daugava Rīga o semplicemente PFK Daugava. Anche dopo la fusione i risultati economici e sportivi non migliorarono di molto: dopo un 5º e un 6º posto, il club scomparì per motivi economici

## Palmarès
- 1. Līga: 1

1998